# Solpugema derbiana
Solpugema derbiana är en spindeldjursart som först beskrevs av Pocock 1895.  Solpugema derbiana ingår i släktet Solpugema och familjen Solpugidae. Inga underarter finns listade i Catalogue of Life.